# 羅斯珀巴赫河
50°59′18.6″N 7°33′9.33″E / 50.988500°N 7.5525917°E
羅斯珀巴赫河（德語：Rospebach），是德國的河流，位於該國西部，處於北萊茵-威斯特法倫州，屬於阿格河的右支流，河道全長7.8公里，流域面積13.3平方公里。